# ترگوت

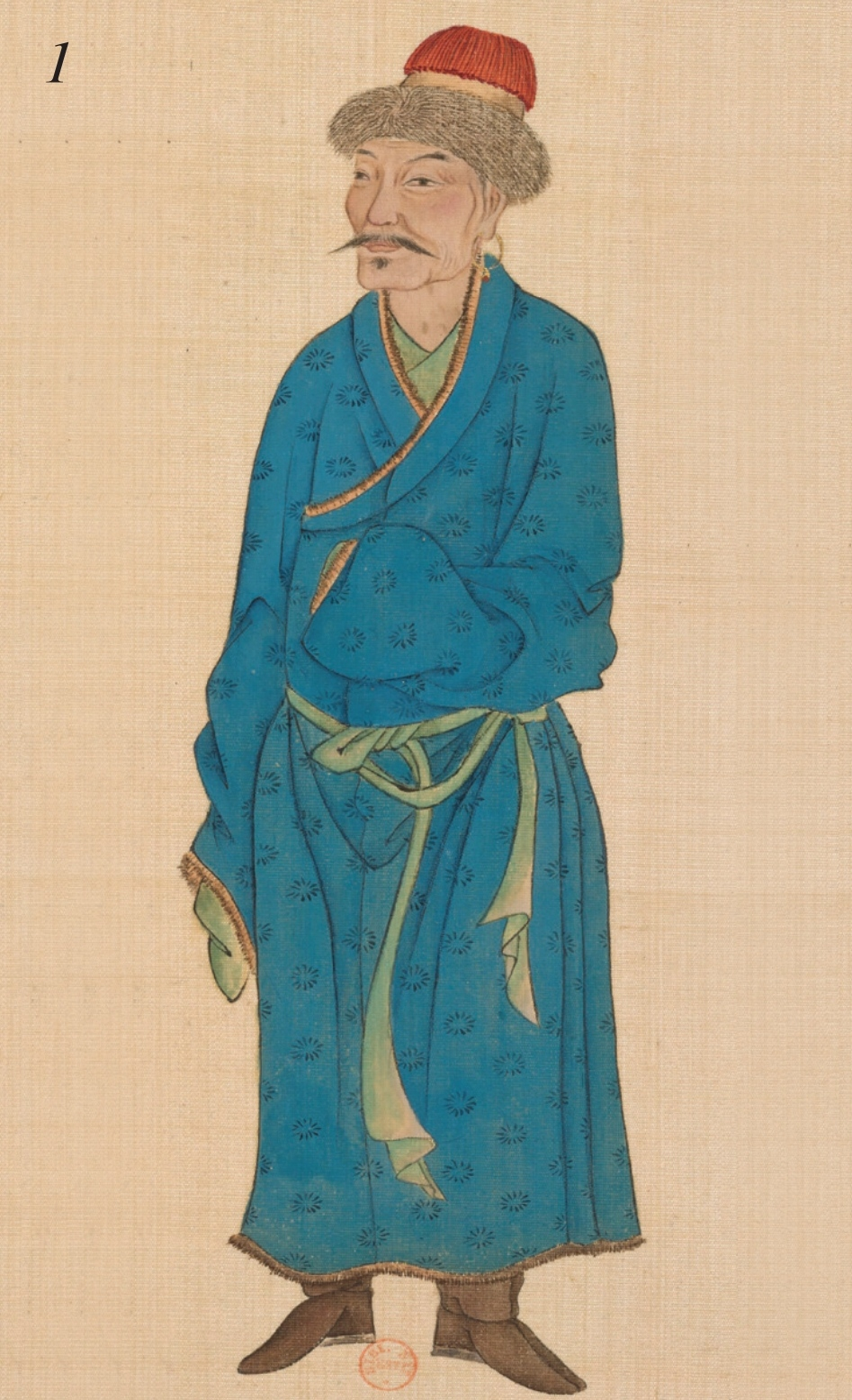
تورگوت تایجی با لباس مخصوص مغولی. طراحی از مجموعه پرتره های چینی "هوانگ چینگ ژی گونگ تو"، 1769

ترگوت یا ترگود یا ترغوت (به مغولی: Торгууд)یکی از تیره‌های چهارگانهٔ اویرات‌ها بودند. آنان تبار خود را به محافظان شخصی طغرل خان کرائیت می‌رساندند. تُرگوت در زبان مغولی از ریشهٔ تُگُت و به معنای ابریشم است.
نخستین اثر تاریخی از آنان به سدهٔ شانزدهم بازمی‌گردد. پس از گسستن اتحاد میان اویرات‌ها، ترگودها زیر فرمان خو ارلوق از آنان جداشدند و به باختر رود ولگا کوچیده و هستهٔ اصلی قالموق‌ها را تشکیل‌دادند. پاره‌ای از آنان نیز به مغولستان بالا کوچیدند. 
در آینده گروهی از ترگودهای باشندهٔ کرانهٔ ولگا با فشار روس‌ها به جونگاریا و غرب مغولستان رانده‌شدند. نزدیک به ۷۰هزارتن از آنان نیز در روسیه ماندند و در قالموق‌های آینده مستحیل‌شدند. 
امروزه پیرامون ۱۵۰هزار ترگود در سین کیانگ چین، ۱۰هزار تن در استان خود مغولستان می‌زیند. قالموق‌های روسیه نیز به ۱۷۰هزارتن می‌رسند.